# Весола (Сохачевський повіт)
Весола (пол. Wesoła) — село в Польщі, у гміні Рибно Сохачевського повіту Мазовецького воєводства.
Населення — 90 осіб (2011).
У 1975-1998 роках село належало до Скерневицького воєводства.

## Демографія
Демографічна структура станом на 31 березня 2011 року:
|          | Загалом | Допрацездатний вік | Працездатний вік | Постпрацездатний вік |
| -------- | ------- | ------------------ | ---------------- | -------------------- |
| Чоловіки | 47      | 15                 | 28               | 4                    |
| Жінки    | 43      | 11                 | 24               | 8                    |
| Разом    | 90      | 26                 | 52               | 12                   |